# Parlament de l'Índia
El Parlament de l'Índia, conegut popularment com a Sansad (sànscrit: संसद), és l'òrgan legislatiu suprem de l'Índia. La institució del Parlament inclou el President de l'Índia i dues cambres: la Lok Sabha (Casa del Poble) i la Rajya Sabha (Consell dels Estats). El President té la potestat de convocar i prorrogar qualsevol de les dues cambres, així com de dissoldre la Lok Sabha.
El Parlament de l'Índia representa l'electorat democràtic més gran del món, per davant del Parlament Europeu.